# Île Crozier
Pour les articles homonymes, voir Crosier.
L'île Crozier  (en danois : Crozier Ø) est l'une des trois îles situées dans le passage Kennedy, partie  du détroit de Nares séparant le Groenland de l'Archipel arctique canadien dans le haut Arctique. Elle est rattachée au Groenland. Les deux autres îles sont l'île Franklin et l'île Hans. La première est aussi rattachée au Groenland alors que la seconde est partagée entre le Danemark et le Canada depuis 2022.
Crozier est l'île la plus méridionale du canal Kennedy. Elle fait face au Lafayette Bugt. Des falaises sur sa côte sud-ouest s'élèvent à une soixantaine de mètres.
Elle a été nommée en l'honneur de l'officier de la Royal Navy d'origine irlandaise Francis Rawdon Moira Crozier commandant en second (et commandant après la mort de Franklin) de l'expédition de John Franklin pour trouver le Passage du Nord-Ouest, 1845–1848, par Elisha Kent Kane entre 1854 et 1855 durant la seconde expédition Grinnell, après que l'île eut été signalée par Hans Hendrik et l'Américain William Morton en juin 1854.